# パンプキンセンター (ノースカロライナ州)
パンプキンセンター（Pumpkin Center）はアメリカ合衆国ノースカロライナ州オンスロー郡にある国勢調査指定地域（CDP）。人口2228人（2000年国勢調査）。ジャクソンビル首都圏統計局に属する。

## 地理
パンプキンセンターは北緯34度46分57秒 西経77度21分53秒 / 北緯34.78250度 西経77.36472度 (34.782477, -77.364712)に位置する。
総面積は1.4平方マイル（3.5平方キロメートル）で全て陸地。

## 人口統計
2000年の国勢調査では人口2228人、734家族、609世帯が住んでいた。人口密度は平方マイルあたり1641人（632.5/km²）、566.4平方マイル（218.3/km²）に平均769の住宅があった。人種構成は白人68.94%、アフリカ系アメリカ人19.08%、ネイティブ・アメリカン0.49%、アジア人3.32%、太平洋諸島系2.78%、その他の人種及び混血4.13%、ヒスパニックまたはラテン系6.46%。
18歳未満の住人がいるのは41.8%、夫婦で同居が68.1%、独身女性が11.2%、家族ではない世帯が16.9%。単身世帯は13.4%でうち4.6%が65歳以上。平均世帯人数は3.04人、平均家族人数は3.30人。
18歳未満が30.7%、18歳から24歳が9.4％、25歳から44歳が28.8％、45歳から64歳が23.5％、65歳以上が7.6％。平均年齢は33歳。女性100人対して男性97.0人、18歳以上の女性100人に対して男性92.8人。
世帯の平均年収は42,730ドル、家族の平均年収は42,443ドル。男性の平均年収は30,911ドル、女性の平均年収は21,122ドル。一人あたりの年収は16,144ドル。人口の3.9％、家族の約3.0％が貧困線以下の生活を送っている（18歳未満の4.9％を含むが、65歳以上は対象外）。